# Multi-Channel Fulfillment
Pour les articles homonymes, voir MCF.

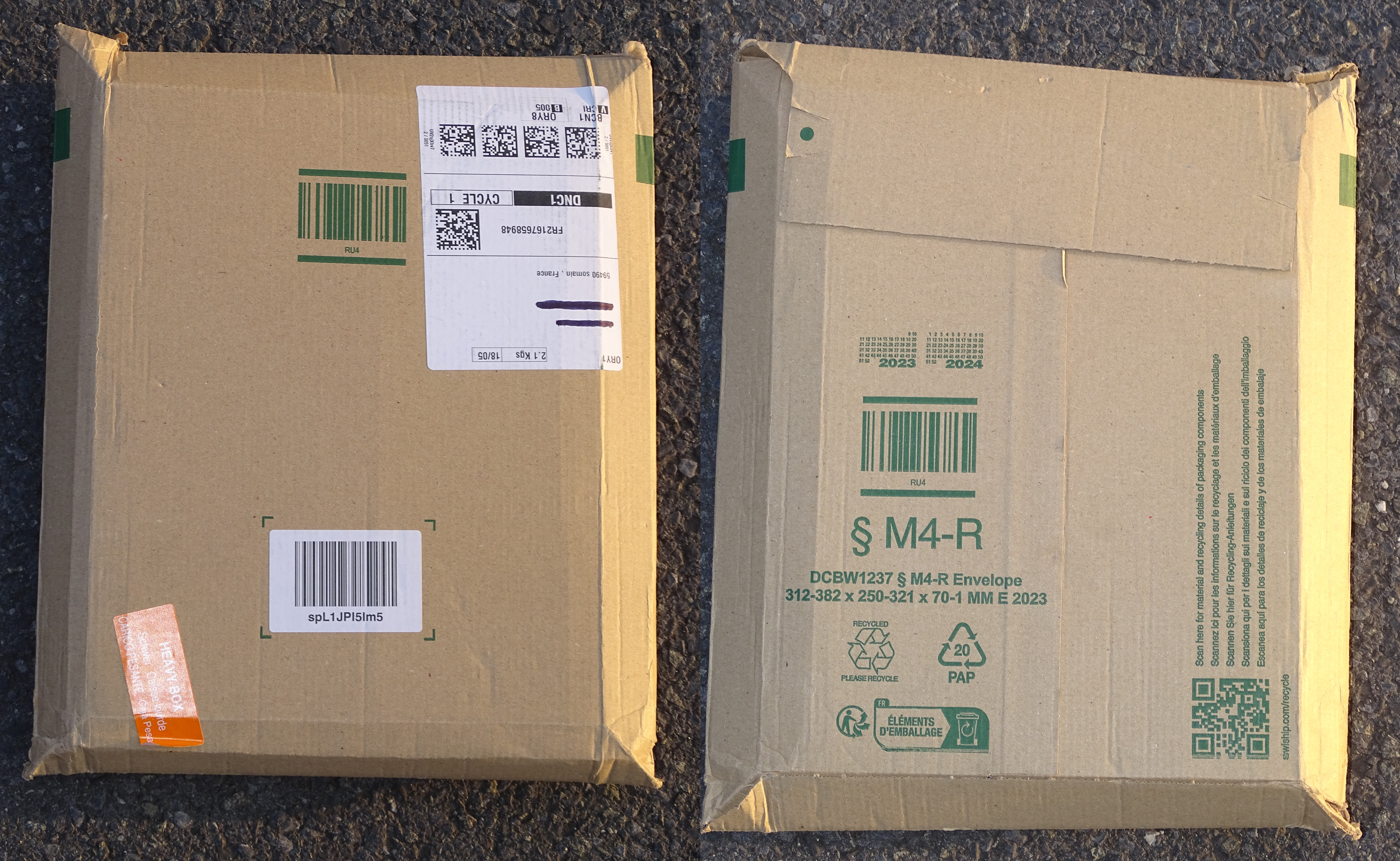
Enveloppe M4-R sans logotype Amazon d'un coloris vert foncé utilisée pour le MCF à la place d'une enveloppe M4 où les écritures sont noires et où le logo est affiché.

Multi-Channel Fulfillment, abrégé en MCF et traduisible par distribution multi-canaux ou exécution multicanal, est la mise à disposition par Amazon de son réseau logistique à des vendeurs tiers. Les clients commandent sur le site du fabricant, sur des sites comme eBay ou Etsy, ou encore via Facebook ou Instagram, mais les biens sont stockés dans des centres de distribution d'Amazon où ils sont prélevés, emballés puis expédiés et enfin livrés par Amazon.
Les articles expédiés par ce biais le sont dans des emballages où le logotype d'Amazon n'apparaît pas, où les écritures sont d'un vert foncé, et enfin l'adhésif, s'il y en a, est neutre. Les centres de distributions disposent alors au service emballage de quelques postes de travail permettant d'emballer ces commandes, de sorte à pouvoir les emballer avec les cartons qui leur sont propres.